# اروین اتو مارکس
اروین اتو مارکس (انگلیسی: Erwin Otto Marx؛ ۱۵ ژانویهٔ ۱۸۹۳ – ۱۱ ژانویهٔ ۱۹۸۰) یک مهندس اهل آلمان بود. شهرت وی به دلیل ابداع ژنراتور مارکس است که برای تولید ولتاژ بالا از ولتاژ پایین DC استفاده می‌شود.